# الإسلام الديمقراطي المدني (كتاب)
صدرت الترجمة العربية لكتاب الإسلام الديمقراطي المدني عن دار تنوير للنشر والإعلام عام 2013م، ويعد هذا الكتاب/ التقرير من سلسلة تقارير مؤسسة راند الأمريكية.

## تعريف بالكتاب
تُعتبر مؤسسة راند أهم مراكز الدراسات الإستراتيجيّة الأميريكيّة على الإطلاق، ويعدُّها البعض «العقل الإستراتيجي الأميريكي»، وهي الذراع البحثي شبه الرسمي للإدارة الأميريكيّة والبنتاغون بوجه خاص.
وفي إطار الجهود الاميريكيّة لإعادة رسم الخريطة السياسيّة والاقتصاديّة للعالم الإسلامي بعد 11 سبتمبر 2001؛ صدر هذا التقرير/الكتاب.
والدراسة تحاول تحديد ملامح الإستراتيجية التي يتعين على الإدارة الأميريكيّة تبنّيها من أجل «إعادة بناء الدين الإسلامي»؛ وذلك لدمجه في المنظومة الديمقراطيّة الغربيّة. وهي إستراتيجيّة تُبنى أساسًا على قطع موارد الأصوليين، ودعم وتمويل الحداثيين والعلمانيين.
وهذه الدراسة موجّهة بالأصل لصانع القرار الأميريكي؛ لاستكمال البُعد المعرفي في السياسات الأميريكية في مواجهة «التطرف الإسلامي»، فيجب قراءتها في هذا السياق. والانتباه إلى أن المصطلح المستخدم ليس مُطلقًا، بل هو يُعبّر عن رؤية متحيّزة بطبيعتها لإمبرياليّة معرفيّة؛ تسعى لتشكيل «الآخر» المسلم طبقًا لتصوّراتها الخاصة، والتي تُسبغ عليها مطلقيّة معرفيّة وإنسانيّةً.

## المؤلف
شيريل بينارد: روائية وكاتبة نسويّة، وباحثة نمسوية مُتخصصة في العلوم السياسيّة. مُهتمة بـالشرق الأوسط وأفغانستان وتمكين المرأة و«علمنة الإسلام». لها مؤلفات نسويّة بالألمانية، وروايتان باللغة الإنجليزية. كانت أحد أهم محللي مؤسسة راند البحثية حتى عام 2009. تخرَّجت في الجامعة الأميريكية ببيروت، وحصلت على درجة الدكتوراة من جامعة فيينا. وهي متزوجة من زلماي خليل زاد؛ السفير الأمريكي السابق في كل من أفغانستان والعراق.

## فصول الكتاب
جاء هذا الكتاب في ثلاثة فصول هي:

### الفصل الأول: تحديد القضايا؛ مدخل إلى نطاق الأفكار داخل الإسلام المعاصر
في هذا الفصل ميزت المؤلفة بين أربعة اتجاهات رئيسية هم: الأصوليون، والتقليديون، والحداثيون، والعلمانيون، وحددت مجموعة من القضايا الأساسية- من وجهة نظرها- وتتبعت من خلالها مواقف المسلمين بشأنها، وتلك القضايا هي:
1. الديمقراطية وحقوق الإنسان.
2. تعدد الزوجات.
3. الحدود الجنائية الإسلامية.
4. الأقليات.
5. ملبس المرأة.
6. ضرب الزوجات.

### الفصل الثاني: إيجاد الشركاء لترويج الإسلام الديمقراطي؛ الخيارات المتاحة
في هذا الفصل استعرضت المؤلفة إمكانات الشراكة المحتملة لترويج الديمقراطية في العالم الإسلامي والمساعدة البناءة في تطوير الإسلام؛ مع اطياف المسلمين المذكورة في الفصل الأول ومَنْ مِن تلك الأطياف يمكنها تبني مبادئ الديمقراطية الغربية والمساعدة في نشرها في العالم الإسلامي.

### الفصل الثالث: إستراتيجية مفتوحة
في الفصل الأخير من الكتاب وضعت المؤلفة الخطوط العريضة للإستراتيجية التي تقترح تبنيها بهدف دعم تطوير الإسلام الديمقراطي المدني وترسيخ الحداثة وتعزيز التنمية.
وفيما يلي بعض ما اقترحته المؤلفة:
1. دعم الحداثيين أولا، وتكريس رؤيتهم للإسلام لإزاحة التقليديين.
2. دعم العلمانيين بشكل فردي، وحسب طبيعة كل حالة.
3. دعم المؤسسات والبرامج المدنية والثقافة العلمانية.
4. دعم التقليديين- متى وحيثما كانوا من اختيارنا- بما يكفي لاستمرارهم في منافسة الأصوليين، والحيلولة دون أي تحالف بين الفريقين.
5. وأخيرًا؛ ملاحقة الأصوليين بقوة وضرب نقاط الضعف في مواقفهم الإسلامية والأيديولوجية.

### ملاحق
وفي النهاية اشتمل الكتاب على عدة ملاحق؛ هي:
- الملحق الأول: حروب الحديث.

- الملحق الثاني: الحجاب كحالة للدراسة.

- الملحق الثالث: إستراتيجية تفصيلية.

- الملحق الرابع: رسالة بخصوص الصورة التي تروجها الخارجية الأمريكية للإسلام.[2]

## روابط الخارجية
طالع كتاب الإسلام الديمقراطي المدني (كتاب) على موقع جود ريدز